# كعكة إسفنجية
الكعكة الإسْفَنْجيَّة (بالإنجليزية: Sponge cake) هي كعكة أو كيكة اسفنجية مكونة أساسا من الطحين (عادة القمح)، السكر، البيض، مخمر أحيانا مع مسحوق الخبيز ويكون رخوا ناعما على غرار إسفنجة البحر. يمكن أن تنتج كعكة الإسفنج إما عن طريق العجين، أو الرغوة.

## معرض صور

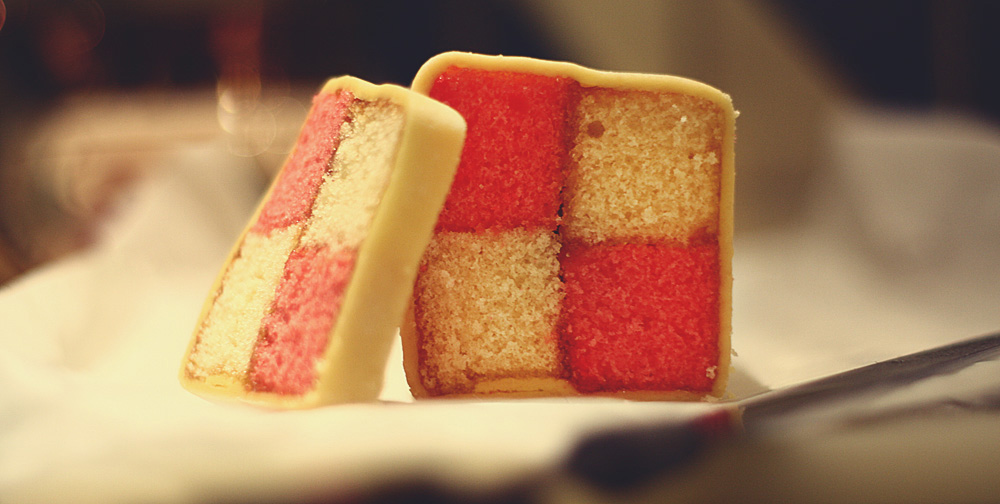
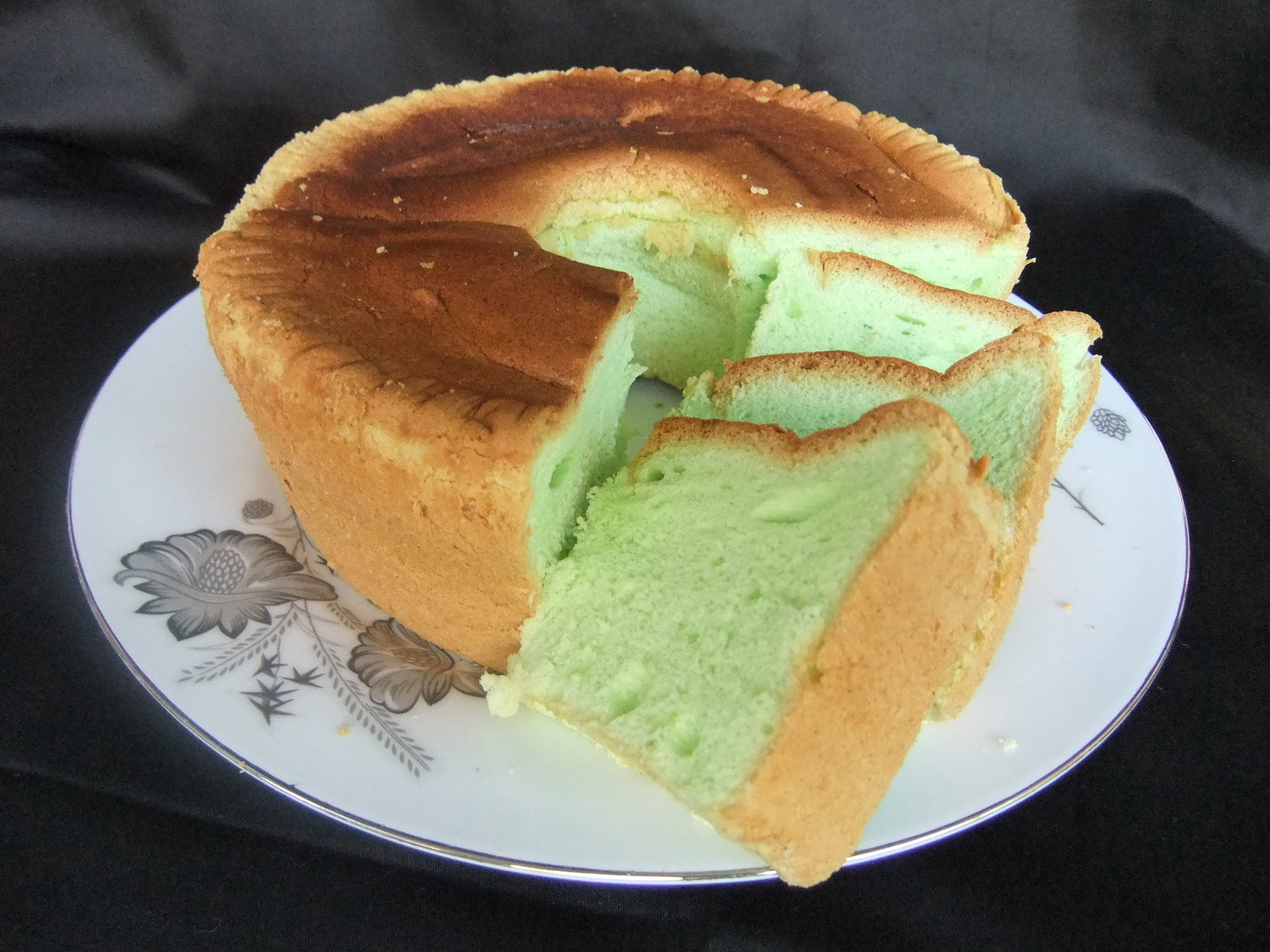
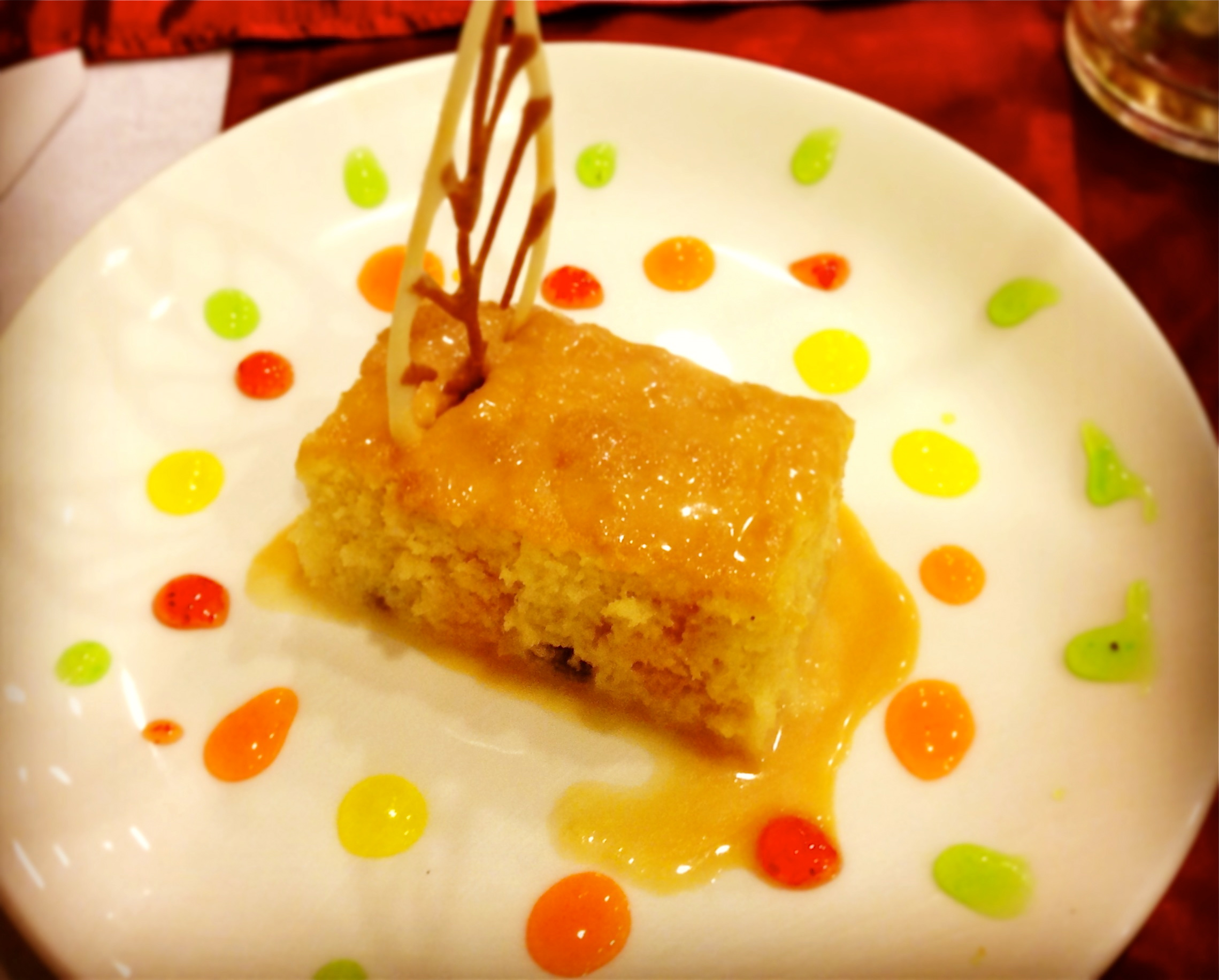
كعكة تري ليتشي (Tres Leche) المزينة، المعروفة بكعكة الألبان الثلاثة.